# Sparbanken Bikupan

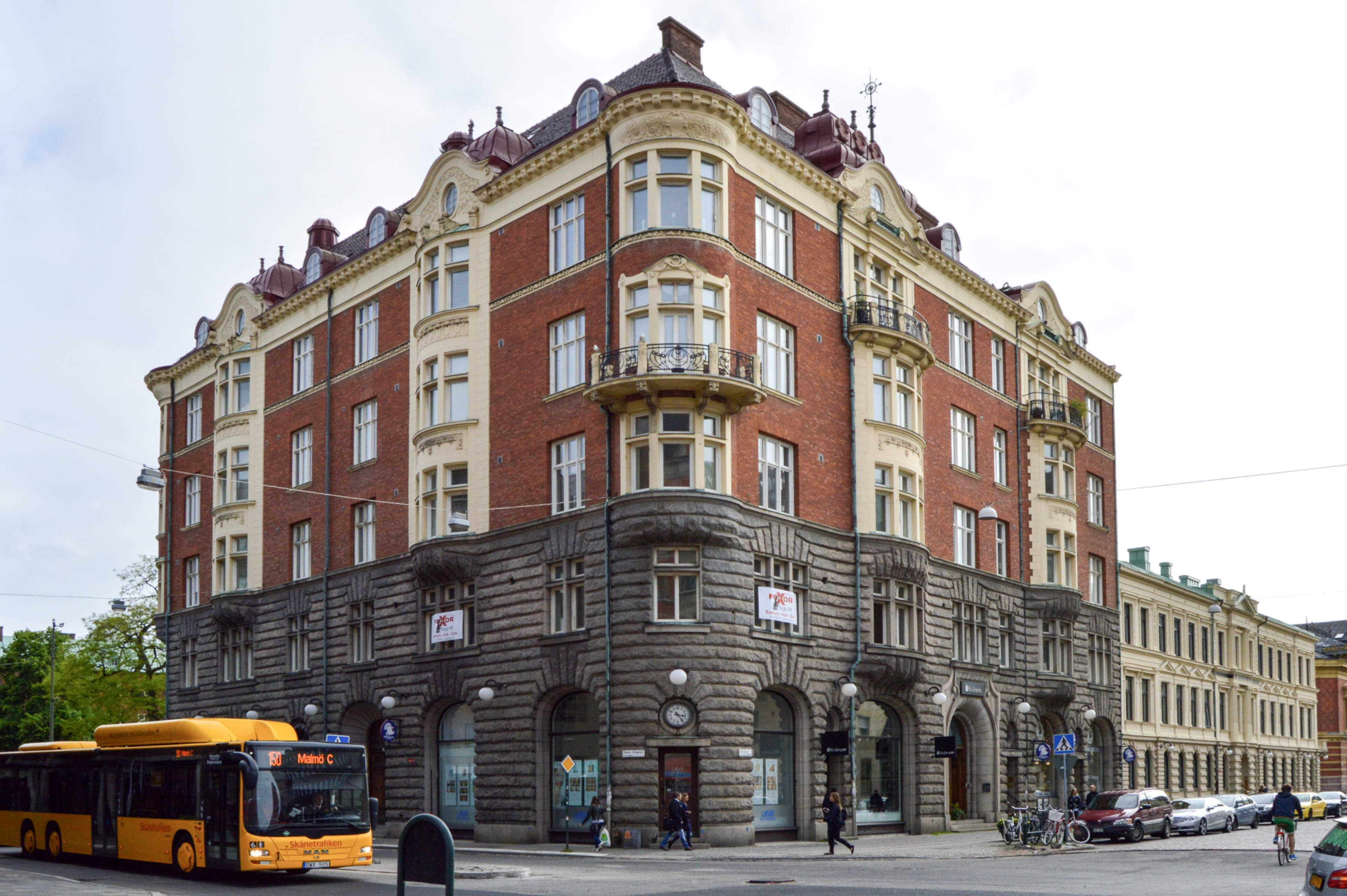
Bikupans byggnad på Mäster Nilsgatan i Malmö.

Sparbanken Bikupan, tidigare svensk sparbank, grundad 1873 i Malmö. 1953 hade banken sju filialer i Malmö, varav en i Limhamn och en i Arlöv.
1943 uppgick Föreningarnas sparbank i Bikupan. Senare slogs banken ihop med Malmö sparbank, för att bilda Malmö sparbank Bikupan. Denna bildade senare Sparbanken Malmöhus med Oxie härads sparbank, som senare uppgått i Sparbanken Skåne (1984), Sparbanken Sverige (1992) och Föreningssparbanken (1997).

## Källhänvisningar
1. ↑  Sparbanken Bikupan Arkiverad 13 juli 2014 hämtat från the Wayback Machine., Svensk uppslagsbok